# Alarmeringsøvelserne
Alarmeringsøvelserne er en dansk dokumentarisk optagelse fra 1913 produceret af Kinografen.

## Handling
Hærens mobiliseringsøvelse 1913 i København: 11. september klokken 6:00 blev ordren givet, og 8 timer senere var 3/4 af styrken mødt i garnisonerne, hvor iklædning og udrustning straks iværksattes. I løbet af eftermiddagen blev øvelser iværksat med de krigsstærke enheder. Dagen efter blev mandskabet hjemsendt igen. 85 % (ca. 50.000 mand) var mødt op. Kun 5 % var udeblevet ulovligt. Blandt deltagerne ses medlemmer af Akademisk Skyttekorps. Afslutningsvis optagelser fra Kongerevyen ved Linaa 6. oktober 1917.